# Vattenklöver
Vattenklöver, (Menyanthes trifoliata) är en växt som växer i vatten. Det är den enda arten i släktet vattenklövrar (Menyanthes), som tillhör familjen vattenklöverväxter.

## Beskrivning
Vattenklövern blommar redan i slutet av maj eller början av juni med korta, upprätta klasar av egendomliga vackra blommor. Kronflikarna är invändigt snövita och tätt fransade av mjuka, vita hår. Befruktningsdelarna uppvisar den dimorfism (dubbelformighet), som kallas heterostyli (stiftolikhet), d.v.s. att hos vissa individer är ståndarna längre än pistillen, hos andra tvärtom. (En annan art med denna egenskap är gullviva, Primula veris.) En blomma är alltså "longistyl" eller "långstiftig" medan en annan är "brevistyl", med kort stift och långa ståndare. Man har hos vissa växter med liknande byggnad iakttagit att en befruktning mellan de ståndarknappar och märken som når motsvarande höjd är fördelaktig för fröproduktionen. Man har vid undersökning i mycket stark förstoring kunnat se skillnader i utseendet mellan pollen från lång ståndare och pollen från kort ståndare. Detta antyder en genetisk skillnad, som då är fördelaktig för den biologiska mångfalden.

## Biotop
Vattenklöver kan bli dominerande i skogskärr och grunda åar och sjöar, med ganska stora bestånd. Den växer på strandbrädden av det öppna vattnet, ofta som ett brett bälte med bara denna växt mellan den fasta, torra marken och vattenkanten. Den sträcker sina vågräta, tjocka, fasta och sega stjälkar ut från stranden, dels i bottnen, dels flytande. På detta sätt kan vattendrag till slut fyllas och bli grunda av stjälkarnas täta flätverk. På landsidan blir beståndet däremot hämmat. På uppfyllda fuktställen och i småkärr som inte längre har öppet vatten påträffas endast små exemplar. 

## Habitat
Vattenklöver är utbredd över hela Norden och nästan hela Europa samt Asiens och Nordamerikas nordligare delar. 
I södra Norge når den upp till 1 150 m ö h; i Lule lappmark upp till 740 m ö h.

### Utbredningskartor
- Norden
- Norra halvklotet

## Medicinsk användning
Menyanthes var tidigare en viktig medicinalväxt genom sina beska och magstärkande egenskaper. Bladen, Folium Menyanthis skulle helst insamlas under blomningstiden och torkas i skugga.
Nutida användning av vattenklöver är som stimulans av matsmältningen. Den ordineras även vid aptitlöshet, sura uppstötningar, förstoppning och väderspänningar. Använd växtdel är bladen. 

## Bygdemål
| Namn           | Trakt                                   | Referens | Förklaring |
| -------------- | --------------------------------------- | -------- | --- |
|                |                                         |          | |
| Bläcken        |                                         | [ 2 ]    | |
| Boskapsmissne  |                                         | [ 2 ]    | |
|                |                                         |          | |
| Getklöving     | Dalsland                                | [ 3 ]    | |
| Getkål         |                                         | [ 3 ]    | |
|                |                                         |          | |
| Klöving        |                                         | [ 2 ]    | |
|                |                                         |          | |
| Korsblicka     | Närke                                   | [ 4 ]    | |
|                |                                         |          | |
| Korsbäcker     |                                         | [ 2 ]    | |
|                |                                         |          | |
| Kråkfot        |                                         |          | |
|                |                                         |          | |
| Munkål         |                                         | [ 2 ]    | |
| Mäss           |                                         | [ 2 ]    | |
|                |                                         |          | |
| Saltbläkker    | Småland                                 | [ 5 ]    | Plural bläcken |
|                |                                         |          | |
| Torskblad      |                                         | [ 2 ]    | |
| Vattenväppling |                                         | [ 2 ]    | |
|                |                                         |          | |
| Bockablad      | Dalsland, Halland, Skåne, Västergötland | [ 6 ]    | Med bockablad avses Getrams (Convallaria polygonatum) i Blekinge, och Liljekonvalj (Convallaria majalis) i Närke och Södermanland            |
| Bockblatupper  | Västra Dalarna                          | [ 7 ]    | Avser getramsblommor (Convallaria polygonatum)                                                                                               |
| Missne         | Västerbotten, Norrbotten                | [ 8 ]    | Avser vattenklöver (Menyanthes trifoliata) och kallan (Calla plaustris). Missne använt för vattenklöver ingår också i ortnamnet Missenträsk. |
|                |                                         |          | |

## Externa länkar

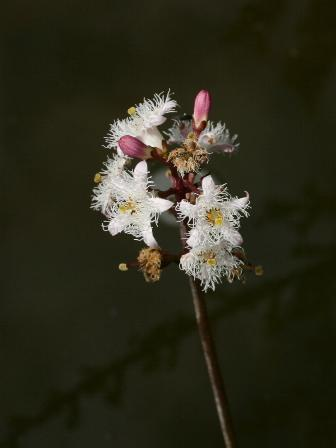
Menyanthes trifoliata